# José Heráclito Merino Ávila
José Heráclito Merino Ávila (Cauquenes, Maule, 1859-Santiago, 3 de junio de 1904) fue un arquitecto y sacerdote chileno.

## Vida
José Heráclito era el sexto hijo de nueve que tuvieron sus padres Fidel Merino Pinochet, importante hacendado cauquenino y de Genoveva de Ávila Madariaga. La casa donde nació el presbítero Merino se encuentra en perfecto estado de conservación y corresponde al fundo Santa Rosa de Pilén, que permanece en manos de sus sobrinos nietos Merino.
Fue el primer seminarista chileno que estudió en Roma y en el Colegio Pío Latinoamericano, creado por S.S. Pío Nono. Siendo un gran degustador de dulces, solía pedir otro postre al terminar de almorzar y desde entonces existe en el seminario mencionado la tradición de dar dos postres a los seminaristas provenientes de Chile. 
A su regreso a Chile estuvo en la parroquia de Cauquenes durante un par de años y luego en Concepción. 
Como Arquitecto, el 1 de enero de 1885 bendijó la primera piedra y concluiría su edificación 11 años después. la Iglesia más imponente de la ciudad de Linares, ubicada en la comuna de Yerbas Buenas a 12 km de Linares. La iglesia Santa Cruz de Yerbas Buenas. Construida en estilo gótico, sus dos torres medían 40 metros de alto, por 47 metros de largo y 24 de ancho. El cura Merino, fue conocido y recordado como "el curita de nosotros" por los vecinos de Yerbas Buenas ya que su labor social, educativa y misionera de más de veinte años, dejó imperecederos recuerdos y enseñanzas en esa tradicional comuna chilena.
Por más de veinte años fue cura párroco de la ciudad de Yerbas Buenas, hasta poco antes de su muerte en 1904.